# Don’t Blow Your Top
Don’t Blow Your Top — третий студийный альбом германской индастриал-рок-группы KMFDM, выпущенный в 1988 году.

## Об альбоме
Don’t Blow Your Top был записан в Гамбурге при участии Адриана Шервуда.
В альбоме использованы семплы из документального фильма The Atomic Cafe.
Ремастерированный Don’t Blow Your Top был выпущен 12 сентября 2006, после What Do You Know, Deutschland? и UAIOE.

## Список композиций
Слова и музыка всех песен написаны Сашей Конецко и Эн Эшем, если не указано иное.
Винил/кассеты
| №  | Название                     | Авторы                     | Длительность |
| -- | ---------------------------- | -------------------------- | ------------ |
| 1. | «No Meat—No Man»             | Эш, Конецко, Рэймонд Уоттс | 3:52         |
| 2. | «Don’t Blow Your Top»        | Эш, Конецко, Уоттс         | 3:40         |
| 3. | «Disgust» (12" Version)      | Эш, Конецко, Уоттс         | 4:28         |
| 4. | «Oh Look»                    |                            | 2:40         |
| 5. | «King Kong Dub» (Rubber Mix) | Jr. Blackmale, Эш, Конецко | 2:02         |

| №                   | Название            | Длительность |
| ------------------- | ------------------- | ------------ |
| 6.                  | «Killing»           | 5:20         |
| 7.                  | «What a Race»       | 3:37         |
| 8.                  | «No News»           | 4:30         |
| 9.                  | «Oh Look II»        | 2:38         |
| Общая длительность: | Общая длительность: | 32:49        |

| №                   | Название                          | Длительность |
| ------------------- | --------------------------------- | ------------ |
| 1.                  | «No Meat—No Man»                  | 3:53         |
| 2.                  | «Don’t Blow Your Top»             | 3:40         |
| 3.                  | «Killing»                         | 5:27         |
| 4.                  | «Disgust»                         | 5:29         |
| 5.                  | «Oh Look»                         | 2:39         |
| 6.                  | «King Kong Dub» (Rubber Mix)      | 2:04         |
| 7.                  | «What a Race»                     | 3:37         |
| 8.                  | «No News»                         | 4:37         |
| 9.                  | «Tod Durch Bongo-Bongo»           | 6:36         |
| 10.                 | «Killing» (For Your Sampling Kit) | 8:39         |
| 11.                 | «Oh Shit»                         | 4:51         |
| Общая длительность: | Общая длительность:               | 51:32        |

## В записи участвовали
- Саша Конецко — бас-гитара, вокал, синтезатор, программирование
- Эн Эш — вокал, гитара, ударные, программирование
- Рэймонд Уоттс — вокал, программирование (1-2, «Disgust»)
- Jr. Blackmale — вокал («King Kong Dub (Rubber Mix)»)

## Восприятие
Обозреватель AllMusic Энди Хиндс в своей рецензии на альбом отмечает «небольшую хрупкость» его звучания в сравнении с последующими альбомами команды; в целом, он оценивает альбом как «сочетание ранней Meat Beat Manifesto, Ministry времён Twitch и даже более примитивных вещей Alien Sex Feind».